# Munna Bhai M.B.B.S.
Munna Bhai M.B.B.S. (hindi – मुन्ना भाई एम बी बी एस) är en indisk komedifilm från 2003 regisserad av Rajkumar Hirani efter ett manus av Vidhu Vinod Chopra. Filmen hade biopremiär i Indien den 13 december 2003.
2006 kom uppföljaren Lage Raho Munna Bhai.

## Rollista
- Sunil Dutt – Shri Hari Prasad Sharma
- Sanjay Dutt – Murli Prasad 'Munna Bhai' Sharma
- Arshad Warsi – Circuit
- Gracy Singh – Dr. Suman Asthana (Chinki)
- Boman Irani – Dr. J. C. Asthana
- Rohini Hattangadi – Parvati Sharma
- Kurush Deboo – Dr. Rustam Pavri
- Jimmy Shergill – Zaheer
- Yatin Karyekar – Anand Banerjee